# Federação Portuguesa de Golfe
A Federação Portuguesa de Golfe (FPG) é o organismo desportivo que tutela a prática do golfe em Portugal, promovendo a modalidade e a competição, tanto a nível profissional como amador. Foi constituída em 1949, sendo atualmente presidida por Pedro Nunes Pedro.
Tem como missão promover e organizar torneios, escolher as seleções nacionais, dentro das várias categorias, fiscalizar os clubes, definir as regras e gerir os federados e os seus handicaps.

## História
A Federação Portuguesa de Golfe (FPG) foi fundada em 20 de outubro de 1949, sob a forma associativa e sem fins lucrativos, com a então denominação Federação Portuguesa de Golf. No dia 22 de março 1999, inaugura as novas instalações adquiridas em Miraflores, Algés, onde presentemente se encontra a sua sede.

## Organização

### Estrutura orgânica
A Federação é constituída pelos seguintes órgãos:
- Assembleia-Geral
- Mesa da Assembleia-Geral
- Presidente
- Direção
- Conselho Geral
- Conselho Nacional
- Conselho de Arbitragem
- Conselho Fiscal
- Conselho de Justiça
- Conselho Disciplinar.

A Direção conta com o apoio de comissões, constituídas por membros voluntários, no desenvolvimento da sua atividade, nomeadamente:
- Comissão de Campeonatos e Alto Rendimento
- Comissão de Estatuto Amador
- Comissão de Formação, Investigação e Desenvolvimento
- Comissão de Golfe Adaptado
- Comissão de Handicaps e Course Rating
- Comissão de Revisão dos Regulamentos

### Presidentes
| Mandato    | Presidente                     |
| ---------- | ------------------------------ |
| 1951–1954  | Ricardo Espírito Santo Silva   |
| 1955–1962  | António Mascarenhas de Menezes |
| 1962–1971  | Visconde Pereira Machado       |
| 1971–1976  | Tito Jerónimo da Silva Lagos   |
| 1977–1980  | Fernando Costa Cabral          |
| 1981–1984  | José Holtreman Roquette        |
| 1985–1998  | Mário Marques Pinto            |
| 2000-2015  | Manuel Agrellos                |
| 2016-2015  | Miguel Franco de Sousa         |
| Fonte: FPG |                                |